# Кирха в Каннельярви
Кирха в Каннельярви (фин. Kanneljärven kirkko) — лютеранская церковь в пос. Победа (Ленинградская область), построена в тогдашней Финляндии по проекту архитектора Уно Ульберга в 1935 году. Хорошо сохранилась колокольня, само здание без крыши. В пристройке действует воскресная школа.

## Строительство и конструкция
Лютеранская община Каннельярви начала свою деятельность в 1923 году, однако строительство церкви затянулось. Фактическое решение о строительстве было принято приходом в 1925 году, когда выборгский архитектор Уно Ульберг получил заказ на проектирование здания. Оба варианта проекта, разработанные архитектором, были одобрены, что привело к строительству церкви только в 1932 году. Церковь была завершена в 1934 году и освящена 8 июля того же года.
Кирпичная церковь в стиле функционализм была покрыта белой штукатуркой. Прямоугольную в плане колокольню завершала плоская крыша с большим крестом. Главный вход, устроенный в нижней части колокольни, представлял собой три прохода со стеклянными дверями.

## Интерьер
В главном нефе церкви располагалось около 700 сидячих мест. По обе стороны от него — меньшие сводчатые нефы, служившие боковыми проходами. Внутренние стены и пол церковного зала были выполнены из кирпича. Боковые стены прорезаны высокими окнами, разделёнными колоннами. В алтарной части за большим крестом размещался запрестольный образ «Бегство в Египет» кисти художника Бруно Туукканена. Резную кафедру украшали четыре изображения апостолов работы Микко Хови. Церковные покрова (текстильная утварь) выполнены по разработкам Греты Скогстер. На колокольне разместился один колокол, органа в церкви не было.

## Военное время и современность
Здание и интерьер кирхи пострадали во время Советско-финляндской войны (1939—1940). Часть церковной утвари была эвакуирована, но утрачен алтарь, который не был вывезен. После того, как на основании Московского мирного договора (1940) территория вошла в состав СССР, а финское население эвакуировано, здание кирхи было приспособлено под мельницу.
В 1941 году во время Великой Отечественной войны финские войска заняли Каннельярви, и в отремонтированном здании церкви снова проводились богослужения до вторичной эвакуации финского населения Карельского перешейка в результате Выборгской операции (1944). 
В послевоенное время в здании кирхи размещались фабрика по производству куриных кормов и молотилка, но в 1984 году крыша и деревянные конструкции оказались уничтожены сильным пожаром.
В 2000-е годы прихожане лютеранской общины отремонтировали помещения в уцелевшей ризнице. Главное здание кирхи так и лежит в руинах.

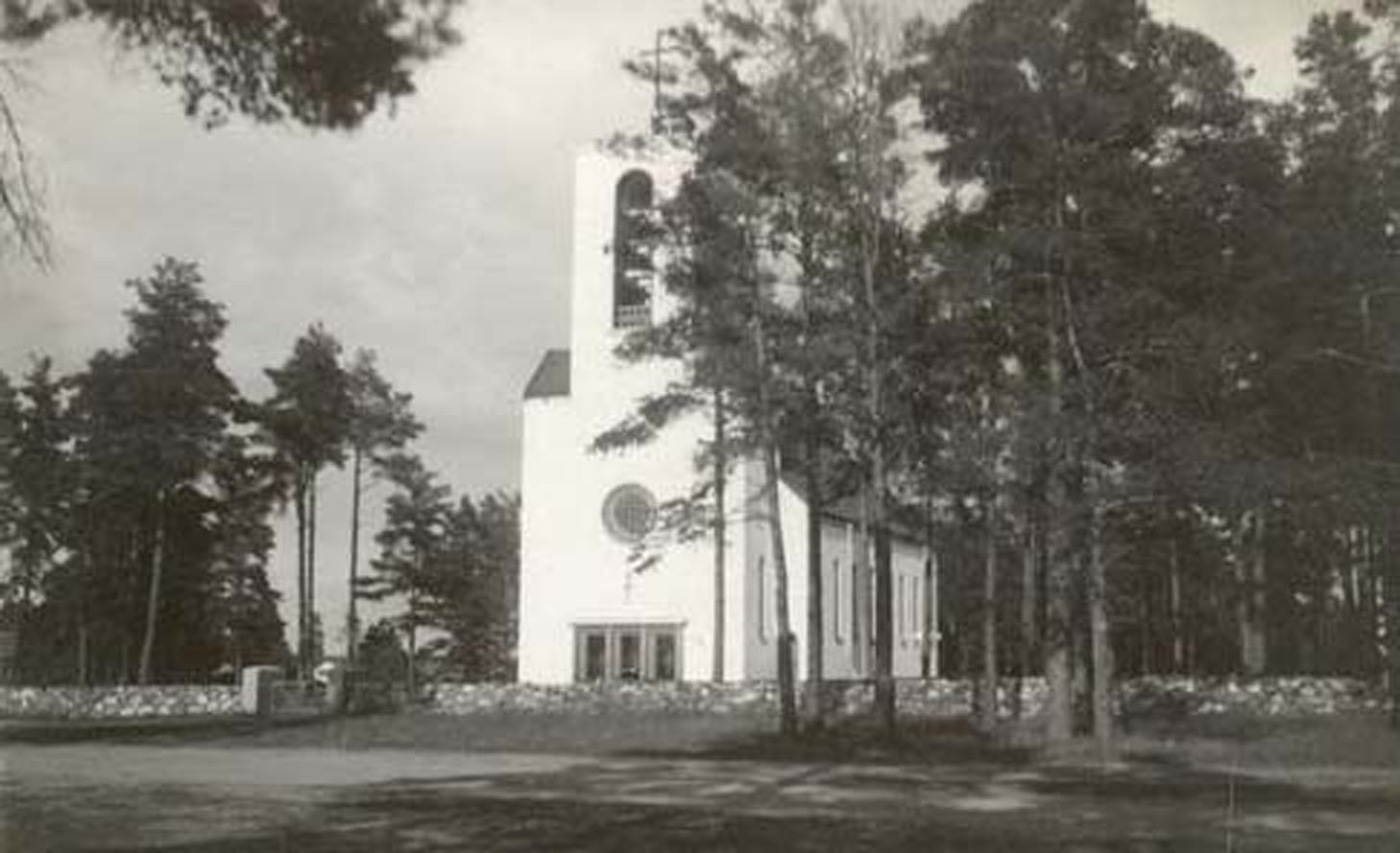
Довоенное фото
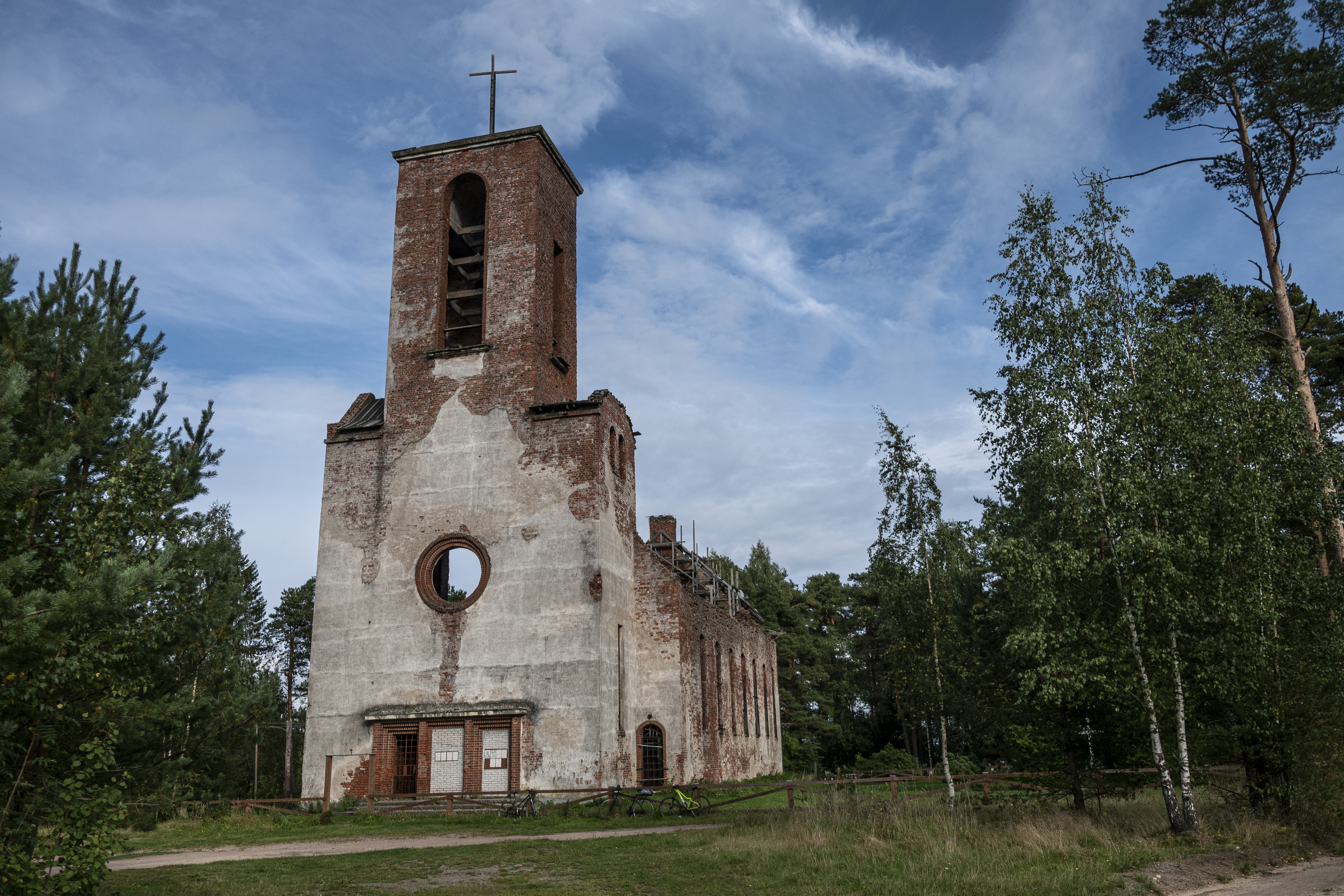
Фото 2020 года
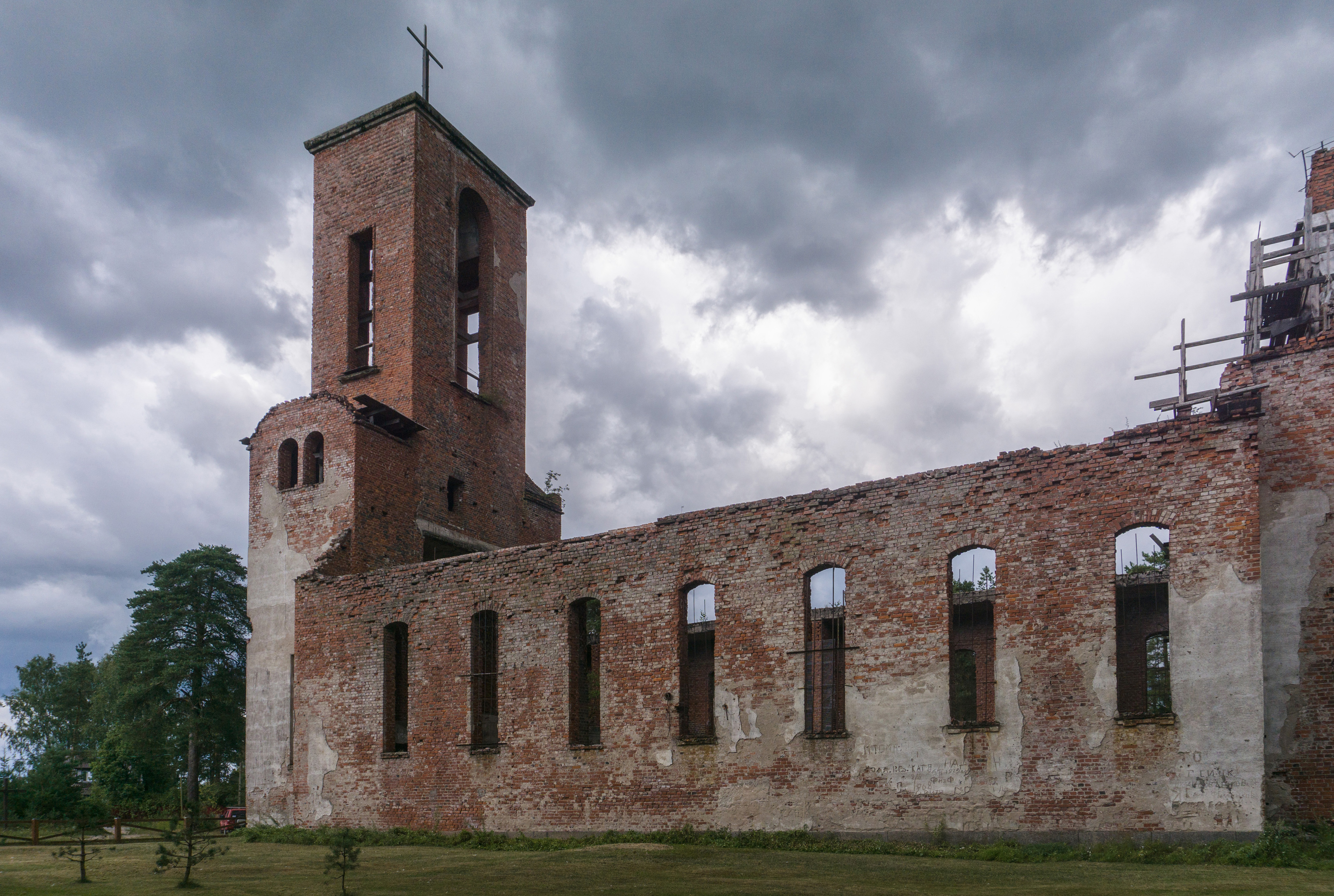
Фото 2018 года